# Hymenidium
Hymenidium là chi thực vật có hoa trong họ Apiaceae.